# Boden (comune)
Boden è un comune svedese di 27 415 abitanti, situato nella contea di Norrbotten. Il suo capoluogo è la cittadina omonima.

## Località
Nel territorio comunale sono comprese le seguenti aree urbane (tätort):
| # | Località     | Popolazione |
| - | ------------ | ----------- |
| 1 | Boden        | 18 680      |
| 2 | Sävast       | 3 121       |
| 3 | Harads       | 558         |
| 4 | Unbyn        | 481         |
| 5 | Vittjärv     | 429         |
| 6 | Bodträskfors | 205         |

## Amministrazione

### Gemellaggi
- Alta
- Oulu
- Apatity